# 百胜中国
百胜中国（英語：Yum China, ：YUMC、港交所：9987）是中国规模最大的餐饮公司，在中国大陆特许经营百胜餐饮集团旗下品牌肯德基、必胜客和塔可贝尔，并运营中餐品牌小肥羊、黄记煌和咖啡品牌肯悅咖啡（KCOFFEE）。截至2024年12月31口，百胜中国在中国的门店数16882間，其中肯德基佔11648間，必胜客3724間，黄记煌680間，肯悅咖啡独立门店500間

## 历史
1987年，百胜餐饮集团进入中国大陆市场，在北京前门开设第一家肯德基餐厅，1990年，集团另一品牌必胜客进军中国，在北京东直门开设第一家餐厅。1993年，百胜餐饮集团在上海成立中国总部。  
2005年4月，推出自主创立的第一个中式快餐品牌“东方既白”。
2009年3月25日，百胜斥资4.93亿港元收购中式火锅品牌小肥羊20%股份，2012年2月，百胜餐饮集团以协议计划方式私有化小肥羊的交易顺利完成。
2016年11月1日，百胜餐饮集团中国事业部从百胜餐饮集团分拆出来独立运营，成立百胜中国，同日在纽约证券交易所上市。
2017年，百胜餐饮集团旗下品牌塔可贝尔重返中国市场，在上海陆家嘴开设第一家门店。
2018年，推出精品手冲咖啡品牌COFFii & JOY。
2020年初，百胜中国和意大利咖啡制造商拉瓦萨成立合资企业，在中国开设Lavazza咖啡店。2020年4月8日，百胜中国宣布完成对中式连锁餐饮黄记煌的控股权收购。2020年9月10日，百胜中国在香港联合交易所主板正式挂牌上市。
2022年，百胜中国宣布终止运营旗下中式快餐品牌“东方既白”。
2023年，肯德基中国第10000家门店肯德基京杭大運河餐廳12月15日在杭州武林門碼頭開業
2024年11月4日 ，肯悦咖啡第500家门店在上海徐汇区美罗城一层正式开业

## 品牌

### 现有品牌
- 肯德基：中国规模最大的西式快餐连锁品牌之一。
- 必胜客：中国规模最大的西式休闲餐饮连锁品牌之一。
- 塔可贝尔：墨西哥风味快餐品牌。
- 小肥羊：中式火锅品牌。
- 黄记煌：中式休闲连锁餐饮品牌。
- 肯悦咖啡：咖啡品牌。
- Lavazza拉瓦薩：精品手冲咖啡品牌
- K PRO：能量轻食品牌

### 已停止运营
- 东方既白：中式快餐连锁品牌，于2022年停止运营。
- COFFii & JOY：精品手冲咖啡品牌，于2022年停止运营。

## 争议

### 速生鸡滥用药物事件
2010年至2011年，百胜中国发现其鸡类产品发现多次检测抗生素残留超标，原因是供应商在养殖速生鸡时滥用抗生素和多种违禁药物。百胜将相关检测结果掩盖两年多，直到被央视曝光后才向公众道歉。